# Гордиенко, Артём Александрович
Артём Алекса́ндрович Гордие́нко (укр. Артем Олександрович Гордієнко; род. 4 марта 1991, Красный Луч, Луганская область) — украинский футболист, полузащитник

## Биография
Футболом начал заниматься в родном городе в местном «Шахтёре». Продолжал обучение в Луганске. С 2008 года выступал в «Заре». Был капитаном дубля, а с 2013 года игрок основного состава. В июне 2021 года перешёл в клуб «Кривбасс».
В мае 2016 года главный тренер сборной Украины Михаил Фоменко включил Артёма Гордиенко в резервную заявку на чемпионат Европы 2016.